# Црвена зона (амерички фудбал)
Црвена зона (енгл. Red zone), је део терена на оба краја, који обухвата 20 јарди до гол линије и почетка енд зоне у америчком фудбалу. Овај део терена нема званично значење и није обележен на посебна начин (осим на неким стадионима) и суштински има статистичко-психолошку намену.